# 411-я стрелковая дивизия
411-я стрелковая дивизия (411 сд) — воинское соединение Вооружённых Сил СССР, принимавшее участие в Великой Отечественной войне. 
Боевой период — со 2 октября 1941 года по 30 июня 1942 года.

## История
411 сд была сформирована летом 1941 года в Харькове. 18 августа ГКО СССР издал постановление, разрешавшее НКО призвать в ряды Красной Армии 40 тысяч шахтёров Донбасса, которые направлялись в первую очередь на укомплектование нескольких дивизий, в том числе и 411 сд.
30 сентября Ставка приказала командующему Харьковскому военному округу передать 411 сд в распоряжение формирующейся 10-й резервной армии, сосредоточив её к вечеру 2 октября в 15 км от Змиева в районе Андреевки.
7 октября в связи с прорывом немцами фронта на западном направлении формирование 10-й армии было прекращено, а поступившие в её подчинение войска были переданы для усиления армий Южного фронта. 411 сд вместе с 393-й стрелковой и 49-й кавалерийской дивизиями оставили в составе армии для организации обороны в местах их расположений. Однако уже 12 октября они были переданы в подчинение Юго-Западному фронту.
В ночь на 14 января 1942 года дивизия внезапной атакой овладела Залиманом и лесом в 2 км от этого населённого пункта, создав тем самым плацдарм на западном берегу Северского Донца.
18 января 1942 года она в составе 6-й армии приняла участие в Барвенково-Лозовской операции. В первые часы боя дивизия, несмотря на авианалёты, смогла занять населённый пункт Мосаров Байрак. 19 января, действуя совместно с 7-й танковой бригадой, она продолжила наступление в направлении на Чепель. К 14 часам её части овладели пунктами Галинова, Иванчуковка, Ветровка и заняли восточную окраину Чепеля. Оборона противника на этом направлении была прорвана. В течение последующих дней дивизия овладела селениями Копанки и Волвенково, а передовые части ворвались в Лозовеньку. Занятие этого рубежа позволило ей двумя полками повести наступление на Петровский и Шевелёвку во фланг и тыл частям противника и 22 января захватить их.
Пока продолжались бои за Балаклею, передовые отряды 411-й и 393-й стрелковых дивизий вышли на рубеж р. Орель.
В феврале 6-я армия стремилась развить наступление на Красноград. Выполнение этой задачи было возложено на находившийся в её оперативном подчинении 6-й кавалерийский корпус, усиленный частями 411-й стрелковой дивизии. Однако немцы перебросили на красноградское направление значительное количество войск, и попытки наступления, предпринимавшиеся с 4 по 7 февраля, успеха не имели.
12 мая советское командование начало Харьковскую наступательную операцию. На участке прорыва было сосредоточено несколько стрелковых дивизий и приданные им танковые бригады. 441 сд наступала в первом эшелоне из района Алексеевское — Радомысловка. Ей сопутствовал успех, так как она имела небольшой участок прорыва, который был насыщен значительными артиллерийскими и танковыми средствами. В первой половине дня она вместе с 266 сд взломала оборону немцев и к исходу дня вышла к берегу р. Орелька.
Утром 13 мая обе дивизии сломили сопротивление противника на восточном берегу Ореля и заняли к исходу дня плацдарм на правом берегу реки. 15 мая 411 сд с большим напряжением сил достигла реки Берестовая в районе с. Охочее. Здесь немцам удалось остановить продвижение дивизии.
17 мая немцы нанесли удар в тыл наступающим частям, и к 23 мая значительные силы 6-й и 57-й армий оказались в котле. В ходе ликвидации котла 411 сд была уничтожена.

## Состав
- 678-й стрелковый полк
- 686-й стрелковый полк
- 689-й стрелковый полк
- 965-й артиллерийский полк
- 68-й отдельный истребительно-противотанковый дивизион
- 421-я зенитная артиллерийская батарея (689-й отдельный зенитный артиллерийский дивизион)
- 546-й миномётный дивизион
- 464-я разведывательная рота
- 683-й сапёрный батальон
- 853-й отдельный батальон связи
- 487-й медико-санитарный батальон
- 480-я отдельная рота химзащиты
- 303-я автотранспортная рота
- 318-й полевой автохлебозавод
- 830-й (712-й) дивизионный ветеринарный лазарет
- 1413-я полевая почтовая станция
- 760-я полевая касса Госбанка

## Подчинение
| На дату    | Фронт (округ)             | Армия      | Корпус | Группа |
| ---------- | ------------------------- | ---------- | ------ | ------ |
| 01.09.1941 | Харьковский военный округ | -          | -      | -      |
| 01.10.1941 | Южный фронт               | 10-я армия | -      | -      |
| 01.11.1941 | Юго-Западный фронт        | 6-я армия  | -      | -      |
| 01.12.1941 | Юго-Западный фронт        | 6-я армия  | -      | -      |
| 01.01.1942 | Юго-Западный фронт        | 6-я армия  | -      | -      |
| 01.02.1942 | Юго-Западный фронт        | 6-я армия  | -      | -      |
| 01.03.1942 | Юго-Западный фронт        | 6-я армия  | -      | -      |
| 01.04.1942 | Юго-Западный фронт        | 6-я армия  | -      | -      |
| 01.05.1942 | Юго-Западный фронт        | 6-я армия  | -      | -      |
| 01.06.1942 | Юго-Западный фронт        | 6-я армия  | -      | -      |

## Командиры
- Песочин, Михаил Александрович (лето 1941 — 30.06.1942), полковник.